# Sophie Ørsted
Sophie Wilhelmine Bertha Ørsted (født Oehlenschläger 16. juli 1782 på Frederiksberg Slot, død 9. februar 1818) var en dansk muse.
Sophie Oehlenschläger var Adam Oehlenschläger eneste søster, og hun var født 2½ år efter ham. I deres barndom spillede de komediespil sammen. Han lærte hende meget om skønlitteratur og kunst. Storebroderen blev uddannet af brødrene A.S. og H.C. Ørsted, og de blev derved hyppige gæster hos Oehlenschlägernes husstand. Således lærte Sophie Ørsted-brødrene at kende, og det endte med, at hun forlovede sig nu med den fire år ældre A.S. Ørsted, og de blev gift den 10. juli 1802.
Under Baggesens ophold i København i vinteren 1806-07 var han meget forelsket i hende og sang om og til hende under navn af Lilia eller Fru Cecilie v. X.; det var hende, der "omvendte ham til Goethe" og i det nævnte tidsrum beåndede ham til en mængde af hans betydeligere digtninger; hans digtsamling Heideblumen (1808), der blev udgivet i Amsterdam, blev tilegnet hende. Forholdet mellem de to endte dog med at Sophie stoppede kontakten, sandsynligvis som følge af Baggesens uvenskab med hendes bror. Sibbern var ligeledes stærkt forelsket i hende, og hun inspirerede ham til Gabrielis Breve. Hun inspirerede også sin egen broder, der sagde til hende: "Og som en Musa varmt og blidt begejstred Du Din Broder tidt."
Hun døde i februar 1818 i en alder af 35 år.